# 费代丽卡·切萨里尼
费代丽卡·切萨里尼（義大利語：Federica Cesarini，1996年8月2日—），意大利女子赛艇运动员。她曾代表意大利参加2020年夏季奥林匹克运动会赛艇比赛，获得女子轻量级双人双桨金牌。